# Mar Giallo
Il Mar Giallo (in cinese 黄海S, Huáng HǎiP e in coreano: 황해, Hwanghae) è una porzione dell'Oceano Pacifico posta a settentrione del Mar Cinese Orientale, tra la costa cinese e la penisola coreana.
Copre una superficie di circa 417000 km² e sulle sue acque si affacciano la Cina, la Corea del Nord e la Corea del Sud.
Il Mar Giallo è chiamato Mare Occidentale nelle due Coree. Il suo nome deriva dai sedimenti di colore giallo che colorano le sue acque, apportati da vari fiumi, in particolare dal Fiume Giallo (Huáng Hé).
La parte più interna del Mar Giallo è costituita dal golfo di Bohai che è compreso tra le penisole di Liaodong a nord e dello Shandong a sud. 
È un mare poco profondo con una profondità massima di 105 metri, ma nonostante ciò è molto trafficato con importanti porti sia sulla costa cinese sia su quella coreana. La parte settentrionale del mare gela in inverno.